# 米納斯 (古巴)
米納斯是古巴的城鎮，属卡馬圭省，距離首府卡馬圭56公里，面積1,015平方公里，海拔高度70米，2004年人口38,517，人口密度為每平方公里37.9人。